# Международная кризисная группа
Международная антикризисная группа ( ICG; известная также как International Crisis Group ) — международная некоммерческая неправительственная организация, основанная в 1995 году и «работающая над предотвращением войн и формированием политики, направленной на построение более мирного мира».
Основной деятельностью транцнационального аналитического центра является производство подробного анализа и рекомендаций по вопросам политики, влияющих на существующие конфликты или потенциальные конфликтные ситуации. Также он предлагает новое стратегическое и тактическое мышление в отношении трудноразрешимых конфликтов и кризисов.
Как заявляет ICG, организация обеспечивает раннее предупреждение через свой ежемесячный бюллетень CrisisWatch - глобальный трекер конфликтов, предназначенный для выявления как рисков эскалации, так и возможностей для продвижения мира. Для развития своей деятельности, Crisis Group взаимодействует с политиками, региональными организациями и другими ключевыми субъектами для содействия мирному урегулированию крупных конфликтов.
ICG была охарактеризована как «либеральная»  и как «левосторонняя правозащитная организация». Главным отличием от других западных аналитических центров является постоянное присутствие специалистов в разных частях мира. В ICG есть региональные программисты, охватывающие Африку, Азию, Европу и Центральную Азию, Латинскую Америку и Карибский бассейн, Ближний Восток и Северную Африку, а также Соединённые Штаты. На июнь 2023 года, ICG насчитывала около 130 сотрудников на пяти континентах.

## Финансирование
Одним из первых крупных инвесторов организации выступил американский трейдер и филантроп Джордж Сорос  , который продолжает активно поддерживать её и на сегодняшний день. Первым представителем правительства, который предложил финансовую поддержку, был президент Финляндии Мартти Ахтисаари в 1994 году. . В том же году, Министр иностранных дел Австралии Гарет Эванс пожертвовал 500 тысяч долларов.
В январе 1995 года в Лондоне состоялась встреча, которая собрала вместе многих международных политических и общественных деятелей. Во время этого мероприятия был одобрен годовой бюджет в размере 8 миллионов долларов и штат сотрудников, состоящий из 75 специалистов. В середине 1995 года ICG официально зарегистрировалась в США как некомерческая организация для освобожденния от налогов. С 1996 по 1999 годовой бюджет организации составил около 2 миллионов долларов и около 20 штатных сотрудников. К 2017 году ICG имела более чем 17 миллионов долларов, а также была профинансирована правительственными грантами, благотворительными фондами, частными компаниями и частными донорами.

## Организация

### Офисы
Штаб-квартира ICG находится в Брюсселе, а адвокатские бюро и другие офисы находятся в Вашингтоне, Нью-Йорке, Лондоне, Боготе, Дакаре, Стамбуле и Найроби. По состоянию на июнь 2018 года организация была представлена в Абу-Даби, Абудже, Бангкоке, Бейруте, Каракасе, Газе, Гватемале, Гонконге, Иерусалиме, Йоханнесбурге, Джубе, Кабуле, Киеве, Мехико, Могадишо, Рабате, Тбилиси, Торонто, Тунисе и Янгоне.

### Совет попечителей
В январе 2018 года первым президентом и генеральным директором Crisis Group стал Роберт Мэлли, ранее работавший старшим советником в администрации Барака Обамы. Его предшественниками на этой должности являются бывший заместитель Генерального секретаря ООН по поддержанию мира Жан-Мари Геэнно, бывший Верховный комиссар ООН по правам человека и правосудию Верховного суда Канады Луиза Арбур и бывший министр иностранных дел Австралии Гарет Эванс.
Попечительский совет возглавляет Маре Мэллок Браун, бывший заместитель Генерального секретаря ООН и администратор Программы развития ООН. Заместителем председателя правления является Айо Обе, юрист, обозреватель и телеведущий из Нигерии. Среди прошлых членов правления были Сэнди Бергер  и Стивен Соларц. Почетными председателями являются Мартти Ахтисаари и Гарет Эванс.

## Награды
В 2005 году Crisis Group учредила премию «В погоне за миром» («In Pursuit of Peace Award»). Получателями данной премии были президенты США Билл Клинтон и Джордж Буш-старший, Хиллари Клинтон, бывший президент Бразилии Лула да Силва, лауреаты Нобелевской премии мира Мартти Ахтисаари и Эллен Джонсон-Серлиф, а также финансист и филантроп Джордж Сорос.
На 2018 год среди получателей были основатель Фонда Рэдклиффа, канадский бизнесмен и финансист Фрэнк Джустра, Верховный комиссар ООН по правам человека и Его Королевское Высочество принц Зейд Раад аль-Хусейн, Верховный комиссар ООН по правам человека и олимпийская команда беженцев и паралимпийская команда.

## Исследования и критика организации
В 2005 году шведский транснациональный фонд исследований мира и будущего ONG сообщил, что в ICG не хватает независимых ученых и отсутствуют объективные стандартные теоретические основы. Также в 2010 году Том Хейзелдин утверждал в статье, опубликованной в New Left Review, что ICG «позиционирует себя как независимая и беспристрастная организация, но которая постоянно отстаивает войны НАТО, вызывая бурную трансатлантическую похвалу». В статье 2007 года в журнале Foreign Policy ICG описывается как «либеральная» и критикующая президента Венесуэлы Уго Чавеса.
В апреле 2013 года ICG вызвала споры, когда она наградила бывшего президента Мьянмы Тейна Сейна «Премией за мир» , а церемония награждения совпала с публикацией отчета Хьюман Райтс Вотч об этнических чистках администрацией Сейна.
В 2014 году в журнале Third World Quarterly была опубликована информация о Crisis Group и её роли в производстве знаний о конфликтах. В этом выпуске были представлены около 10 критических замечаний её деятельности, начиная от влияния организации на отдельных лиц, определяющих внешнюю политику, и заканчивая методологией  и цитируемостью исследований. 
В сентябре 2016 года организация вновь подтверглась критике за отчёт, опубликованный в 2011 году и озаглавленный как «Замедленное самоубийство сирийского режима». В нём Николас Ноэ написал: «К сожалению, чрезмерная уверенность ICG в самоубийстве режима не только способствовала преждевременному и катастрофическому отказу от дипломатии, которая помогла продлить войну в Сирии. Организация также существенно отказалась от основной роли, ради которой в первую очередь существуют НПО, занимающиеся вопросами мира, содействия и смягчения конфликтов: отстаивание активного международного участия и согласованных решений, которые ставят безопасность гражданского населения во главу угла» .

## Цитаты
1. 1 2  https://www.crisisgroup.org/who-we-are/history
2. ↑  https://www.lobbyfacts.eu/datacard/international-crisis-group?rid=72899131664-09
3. ↑  https://projects.propublica.org/nonprofits/organizations/525170039
4. ↑  Preventing War. Shaping Peace. (англ.). www.crisisgroup.org (7 июля 2016). Дата обращения: 23 мая 2023. Архивировано 5 мая 2023 года.
5. ↑  Preventing War. Shaping Peace. (англ.). Crisis Group (7 июля 2016). Дата обращения: 3 апреля 2019. Архивировано 5 мая 2023 года.
6. ↑  May Alerts and April Trends 2023 (англ.). www.crisisgroup.org. Дата обращения: 23 мая 2023. Архивировано 14 мая 2021 года.
7. ↑  Hugo Chávez: The Definitive Biography of Venezuela's Controversial President; Venezuela: Hugo Chávez's Revolution; Hugo Chávez: A Test for Foreign Policy. Foreign Affairs. 1 сентября 2007. Архивировано 8 декабря 2019. Дата обращения: 8 декабря 2019. Chávez has driven a wedge between the international left, which remains enchanted with his underclass identity and anti-imperialist posture, and liberals (including moderate social democrats), who have become increasingly critical of his authoritarian tendencies. Indicative of this latter perspective, the International Crisis Group's "background report" persuasively details [...]
8. ↑  NYT Under Fire for Publishing Anti-Israel Screed by 'Journalist' Funded by Qatar (29 марта 2019). Дата обращения: 12 июня 2023. Архивировано 29 мая 2019 года.
9. 1 2  Bliesemann de Guevara, Berit (2014). Studying the International Crisis Group (PDF). Third World Quarterly. 35 (4): 545–562. doi:10.1080/01436597.2014.924060. Архивировано (PDF) 7 марта 2020. Дата обращения: 12 июня 2023.
10. ↑  Crisis Group Careers. International Crisis Group. Дата обращения: 12 июня 2023. Архивировано 12 июня 2023 года.
11. ↑  ICG, 2010, p. 11.
12. ↑  ICG, 2010, p. 6.
13. ↑  ICG, 2010, p. 12.
14. ↑  Financials (англ.). Crisis Group (22 июля 2016). Дата обращения: 3 апреля 2019. Архивировано 3 апреля 2019 года.
15. ↑  Global Operations (англ.). Crisis Group (22 июля 2016). Дата обращения: 26 октября 2021. Архивировано 26 октября 2021 года.
16. ↑  Board of Trustees (англ.). Crisis Group (22 июля 2016). Дата обращения: 3 апреля 2019. Архивировано 5 апреля 2019 года.
17. ↑  Samuel Berger. International Crisis Group. Архивировано из оригинала 6 февраля 2011 года.
18. ↑  DOUGLAS MARTIN (29 ноября 2010). Stephen J. Solarz, Former N.Y. Congressman, Dies at 70. The New York Times. Архивировано 12 апреля 2019. Дата обращения: 5 апреля 2019. He was a leader of the International Crisis Group, which works with governments and global organizations to quell deadly conflicts.
19. ↑  Crisis Group's Board of Trustees. International Crisis Group. Архивировано из оригинала 3 декабря 2010 года.
20. ↑  Board of Trustees. International Crisis Group. ICG (22 июля 2016). — «Chairmen Emeriti - Martti Ahtisaari - Gareth Evans». Дата обращения: 5 апреля 2019. Архивировано 5 апреля 2019 года.
21. ↑  William Corliss (22 апреля 2013). Conflicted peace prize for Thein Sein. Asia Times. Архивировано из оригинала на 3 февраля 2019. Дата обращения: 5 апреля 2019. gala dinner at the Pierre Hotel in New York City to present its annual "In Pursuit of Peace Award". This year's recipients are Luiz Inacio Lula da Silva, the former President of Brazil, and Thein Sein, the current President of Myanmar.
22. ↑  In Pursuit of Peace: 2018 Award Dinner (англ.). Crisis Group (10 мая 2018). Дата обращения: 26 октября 2021. Архивировано 26 октября 2021 года.
23. ↑  Oberg, Jan. The International Crisis Group: The Transnational Foundation for Peace and Future Research (15 апреля 2005). Дата обращения: 21 сентября 2007. Архивировано 28 сентября 2007 года.
24. ↑  Hazeldine, Tom (2010). The North Atlantic Counsel. New Left Review. 63: 17–33. Архивировано 22 августа 2019. Дата обращения: 12 июня 2023.
25. ↑  Hugo Chávez: The Definitive Biography of Venezuela's Controversial President; Venezuela: Hugo Chávez's Revolution; Hugo Chávez: A Test for Foreign Policy. Foreign Affairs. 1 сентября 2007. Архивировано 8 декабря 2019. Дата обращения: 8 декабря 2019. Chávez has driven a wedge between the international left, which remains enchanted with his underclass identity and anti-imperialist posture, and liberals (including moderate social democrats), who have become increasingly critical of his authoritarian tendencies. Indicative of this latter perspective, the International Crisis Group's 'background report' persuasively details [...]
26. ↑  Dan Murphy. Myanmar's Ruler to Get Peace Prize, Despite 'Ethnic Cleansing' Charge. Christian Science Monitor (22 апреля 2013). Дата обращения: 12 июня 2023. Архивировано 23 мая 2013 года.
27. ↑  GUY HORTON. Burma's Shame: Why the ICG's Peace Award for Thein Sein Is Unconscionable. The Irrawaddy. Архивировано 29 февраля 2020. Дата обращения: 5 апреля 2019. The ICG's notorious history of nuanced understating of human rights violations to promote collaboration with successive regimes has finally culminated in this shameful bequest. A seal of approval has been given to what is a racist dictatorship.
28. ↑  Francis Wade (22 апреля 2013). International Crisis Group makes a mockery of 'peace' in Burma. Asian Correspondent. Дата обращения: 5 апреля 2019. groups like ICG wanting to become part of a 'pacted transition' in Burma, with a pro-trade and aid stance that ultimately reaps significant economic benefits for stakeholders, ICG included.{{cite news}}:  Википедия:Обслуживание CS1 (url-status) (ссылка)
29. ↑  Islamophobia: Myanmar's racist fault-line. Al Jazeera. 30 апреля 2013. Архивировано 1 августа 2018. Дата обращения: 5 апреля 2019. Unconscionable then, that the International Crisis Group chose to honour Thein Sein with its peace award this year.
30. ↑  Knowledge Production in Conflict: the International Crisis Group. Third World Quarterly. 35 (4). 2014. Архивировано 6 ноября 2018. Дата обращения: 12 июня 2023.
31. ↑  Noe, Nicholas (15 сентября 2016). When NGOs Call For Military Intervention in Syria: The Case of the International Crisis Group. HuffPost. Архивировано 16 декабря 2019. Дата обращения: 22 августа 2019.

## Общие источники
- Fifteen Years on the Front Lines 1995–2010. — International Crisis Group, 2010.

## Внешние ссылки
- Официальный веб-сайт
- Международная кризисная группа: Решатели проблем в «Героях Азии 2005 г.», Арын Бейкер, TIMEasia, 3 октября 2005 г.
- SourceWatch: Международная кризисная группа